# Циклин A1
Цикли́н A1 — белок, кодируемый  у человека геном CCNA1.

## Функции
Циклин А1 относится к высококонсервативному семейству циклинов, члены которого характеризуется резкой периодичностью количества белка в течение цикла клеточного деления. Циклины функционируют в качестве активирующих субъединиц ферментативного комплекса вместе с циклин-зависимыхми киназами (CDK). Различные циклины имеют различные паттерны экспрессии и деградации, внося вклад в временну́ю координацию событий клеточного цикла. Циклин A1, как было выявлено, экспрессируется в семенниках и мозге, а также в нескольких лейкозных клеточных линиях и, как полагают, в первую очередь осуществляют контроль мейоза. Он связывается с двумя киназами, Cdk1 и Cdk2, которые проявляют две различные киназные активности: одна функционирует в S фазе, другая — в G2, и, таким образом, они регулируют отдельные функции в клеточном цикле. Циклин А1, как было установлено, связывается с регуляторами клеточного цикла, такими как белки семейства Rb, фактором транскрипции E2F1, и семейством Kip/Cip белков-ингибиторов CDK.

## Взаимодействия с другими белками
Циклин-А1 взаимодействует с:
- CDC20[3],
- Циклин-зависимая киназа 2[1][4][5][6],
- E2F1[7],
- GNB2L1[8],
- GPS2[8],
- MYBL2[5],
- Белок ретинобластомы[7].